# Asparagus natalensis
Asparagus natalensis là một loài thực vật có hoa trong họ Măng tây. Loài này được (Baker) J.-P.Lebrun & Stork mô tả khoa học đầu tiên năm 1995.